# Высоцкий, Владимир Сергеевич
Влади́мир Серге́евич Высо́цкий (18 августа 1954, Комарно, Дрогобычская область — 5 февраля 2021, Москва) — российский военачальник, главнокомандующий Военно-морским флотом Российской Федерации (2007—2012), адмирал (15.12.2006)․

## Биография
Родился 18 августа 1954 года в городе Комарно (ныне — Львовской области).
Окончил Ленинградское Нахимовское военно-морское училище в 1971 году, Черноморское высшее военно-морское училище имени П. С. Нахимова в Севастополе в 1976 году с отличием.
По окончании училища проходил службу на Тихоокеанском флоте командиром противолодочной группы и минно-торпедной части большого противолодочного корабля, помощником командира крейсера управления «Адмирал Сенявин».
В 1982 году окончил Высшие специальные офицерские классы ВМФ и был назначен старшим помощником командира ракетного крейсера «Севастополь», затем старшим помощником командира тяжёлого авианесущего крейсера «Минск» (1986—1988).
После окончания в 1990 году Военно-морской академии имени Маршала Советского Союза А. А. Гречко с золотой медалью, продолжил службу на Тихоокеанском флоте командиром тяжёлого авианесущего крейсера «Варяг» (1990—1992), заместителем командира (1992—1994), командиром 36-й дивизии ракетных кораблей (1994—1997).
В 1999 году окончил Военную академию Генерального штаба Вооружённых сил Российской Федерации с золотой медалью и был назначен на Северный флот начальником штаба — первым заместителем командующего Кольской флотилией разнородных сил, с 21 января 2002 года командующим этой флотилией.
С 20 августа 2004 года — начальник штаба — первый заместитель командующего Балтийским флотом.
26 сентября 2005 года указом Президента РФ № 1108 назначен командующим Северным флотом.
11 сентября 2007 года указом Президента России № 1182 назначен Главнокомандующим Военно-морским флотом России.
После пожара на базе ВМФ в Коломенском районе Московской области, 4 августа 2010 года Президент России Дмитрий Медведев объявил адмиралу Высоцкому предупреждение о неполном служебном соответствии.
6 мая 2012 года Президент России Дмитрий Медведев своим указом освободил адмирала Высоцкого от занимаемой должности. Главнокомандующим ВМФ был назначен вице-адмирал Виктор Чирков, до этого занимавший должность командующего Балтийским флотом. По сообщениям СМИ со ссылкой на источник в Генштабе ВС РФ, причиной отставки явилась позиция Высоцкого по вопросу перевода Главного штаба ВМФ из Москвы в Санкт-Петербург, который, по мнению адмирала, не был проработан в должной мере.
В отставке работал заместителем генерального директора Уранового холдинга «АРМЗ», заместителем председателя Совета директоров ПАО «Приаргунское производственное горно-химическое объединение имени Е. П. Славского».
Был членом Совета старейшин РОО «Клуб адмиралов ВМФ России».
Скоропостижно скончался 5 февраля 2021 года от сердечной недостаточности. Похоронен с воинскими почестями 8 февраля на Троекуровском кладбище.

## Воинские звания
- контр-адмирал (1996)[15],
- вице-адмирал (21.02.2003)[16],
- адмирал (15.12.2006).

## Награды
- Орден «За заслуги перед Отечеством» IV степени с изображением мечей (19.09.2008)[17]
- Орден «За военные заслуги» (23.02.2002)[18]
- Орден «За службу Родине в Вооружённых Силах СССР» III степени[5]
- Ряд медалей СССР и России
- Заслуженный военный специалист Российской Федерации (9.04.2008[19])
- Орден Российской православной церкви святого благоверного великого князя Димитрия Донского I степени (2012 год)[20]
- Парадный мундир адмирала В. С. Высоцкого с планками наград в Центральном военно-морском музее в Санкт-ПетербургеПочётный гражданин Полярного.

## Семья
Был женат. Сын Сергей, дочь Наталья.